# Amerikaanse PGA Tour 1970
De Amerikaanse PGA Tour 1970 was het 55ste seizoen van de Amerikaanse PGA Tour. Het seizoen begon met het Los Angeles Open en eindigde met Bahama Islands Open. Er stonden 45 toernooien op de agenda.

## Kalender
| Data  | Data  | Toernooi                                    | Baan                           | Land             | Winnaar                     | Score | Score | 1ste prijs ($) |
| ----- | ----- | ------------------------------------------- | ------------------------------ | ---------------- | --------------------------- | ----- | ----- | -------------- |
| 08-01 | 11-01 | Los Angeles Open                            | Rancho Park Golf Course        | Verenigde Staten | Billy Casper                | 276   | –8    | 20.000         |
| 14-01 | 18-01 | Phoenix Open Invitational                   | Phoenix Country Club           | Verenigde Staten | Dale Douglass               | 271   | –13   | 20.000         |
| 22-01 | 25-01 | Bing Crosby National Pro-Am                 | Pebble Beach Golf Links        | Verenigde Staten | Bert Yancey                 | 278   | –10   | 25.000         |
| 29-01 | 01-02 | Andy Williams-San Diego Open Invitational   | Torrey Pines Golf Course       | Verenigde Staten | Pete Brown                  | 275   | –13   | 30.000         |
| 05-02 | 08-02 | Bob Hope Desert Classic                     | Eldorado Country Club          | Verenigde Staten | Bruce Devlin                | 339   | –21   | 25.000         |
| 12-02 | 15-02 | Tucson Open Invitational                    | Tucson National Golf Club      | Verenigde Staten | Lee Trevino                 | 275   | –13   | 20.000         |
| 19-02 | 22-02 | San Antonio Open Invitational               | Pecan Valley Golf Club         | Verenigde Staten | Ron Cerrudo                 | 273   | –7    | 20.000         |
| 26-02 | 01-03 | Doral-Eastern Open Invitational             | Doral Golf Resort & Spa        | Verenigde Staten | Mike Hill                   | 279   | –9    | 30.000         |
| 05-03 | 08-03 | Florida Citrus Invitational                 | Rio Pinar Country Club         | Verenigde Staten | Bob Lunn                    | 271   | –17   | 30.000         |
| 12-03 | 15-03 | Monsanto Open                               | Pensacola Country Club         | Verenigde Staten | Dick Lotz                   | 275   | –9    | 30.000         |
| 19-03 | 22-03 | Greater Jacksonville Open                   | Hidden Hills Country Club      | Verenigde Staten | Don January                 | 279   | –9    | 20.000         |
| 26-03 | 29-03 | National Airlines Open Invitational         | Country Club of Miami          | Verenigde Staten | Lee Trevino                 | 274   | –14   | 40.000         |
| 02-04 | 05-04 | Greater Greensboro Open                     | Sedgefield Country Club        | Verenigde Staten | Gary Player                 | 271   | –13   | 36.000         |
| 09-04 | 12-04 | Masters Tournament                          | Augusta National Golf Club     | Verenigde Staten | Billy Casper                | 279   | –9    | 25.000         |
| 17-04 | 20-04 | Greater New Orleans Open Invitational       | Lakewood Golf Club             | Verenigde Staten | Miller Barber               | 278   | –10   | 25.000         |
| 23-04 | 26-04 | Tournament of Champions                     | La Costa Country Club          | Verenigde Staten | Frank Beard                 | 273   | –15   | 30.000         |
| 23-04 | 26-04 | Tallahassee Open Invitational               | Killearn Country Club          | Verenigde Staten | Harold Henning              | 277   | –11   | 10.000         |
| 30-04 | 03-05 | Byron Nelson Golf Classic                   | Preston Trail Golf Club        | Verenigde Staten | Jack Nicklaus               | 274   | –6    | 20.000         |
| 07-05 | 10-05 | Houston Champions International             | Champions Golf Club            | Verenigde Staten | Gibby Gilbert               | 282   | –2    | 23.000         |
| 14-05 | 17-05 | Colonial National Invitation                | Colonial Country Club          | Verenigde Staten | Homero Blancas              | 273   | –7    | 25.000         |
| 21-05 | 24-05 | Atlanta Classic                             | Atlanta Country Club           | Verenigde Staten | Tommy Aaron                 | 275   | –13   | 25.000         |
| 28-05 | 31-05 | Danny Thomas Memphis Classic                | Colonial Country Club          | Verenigde Staten | Dave Hill                   | 267   | –13   | 30.000         |
| 04-06 | 07-06 | Kemper Open                                 | Quail Hollow Country Club      | Verenigde Staten | Dick Lotz                   | 278   | –10   | 30.000         |
| 11-06 | 14-06 | Western Open                                | Butler National Golf Club      | Verenigde Staten | Hugh Royer Jr.              | 273   | –11   | 26.000         |
| 18-06 | 21-06 | US Open                                     | Hazeltine National Golf Club   | Verenigde Staten | Tony Jacklin                | 281   | –7    | 30.000         |
| 25-06 | 28-06 | Cleveland Open                              | Aurora Golf Club               | Verenigde Staten | Bruce Devlin                | 268   | –12   | 30.000         |
| 02-07 | 05-07 | Canadian Open                               | London Hunt & Country Club     | Canada           | Kermit Zarley               | 279   | –9    | 25.000         |
| 09-07 | 12-07 | Greater Milwaukee Open                      | Northshore Country Club        | Verenigde Staten | Deane Beman                 | 276   | –12   | 22.000         |
| 09-07 | 12-07 | British Open                                | St Andrews Links               | Schotland        | Jack Nicklaus               | 283   | –5    | 12.600         |
| 16-07 | 19-07 | IVB-Philadelphia Golf Classic               | Whitemarsh Valley Country Club | Verenigde Staten | Billy Casper                | 274   | –14   | 30.000         |
| 23-07 | 26-07 | National Four-Ball Championship PGA Players | Laurel Valley Golf Club        | Verenigde Staten | Jack Nicklaus Arnold Palmer | 259   | –25   | 20.000         |
| 30-07 | 02-08 | Westchester Classic                         | Westchester Country Club       | Verenigde Staten | Bruce Crampton              | 273   | –15   | 50.000         |
| 06-08 | 09-08 | American Golf Classic                       | Firestone Country Club         | Verenigde Staten | Frank Beard                 | 276   | –4    | 30.000         |
| 13-08 | 16-08 | PGA Championship                            | Southern Hills Country Club    | Verenigde Staten | Dave Stockton               | 279   | –1    | 40.000         |
| 21-08 | 24-08 | AVCO Golf Classic                           | Pleasant Valley Country Club   | Verenigde Staten | Billy Casper                | 277   | –11   | 32.000         |
| 27-08 | 30-08 | Dow Jones Open Invitational                 | Upper Montclair Country Club   | Verenigde Staten | Bobby Nichols               | 276   | –12   | 60.000         |
| 04-09 | 07-09 | Greater Hartford Open Invitational          | Wethersfield Country Club      | Verenigde Staten | Bob Murphy                  | 267   | –17   | 20.000         |
| 17-09 | 20-09 | Robinson Open Golf Classic                  | Crawford County Country Club   | Verenigde Staten | George Knudson              | 268   | –16   | 20.000         |
| 24-09 | 27-09 | Green Island Open Invitational              | Green Island Country Club      | Verenigde Staten | Mason Rudolph               | 274   | –6    | 12.000         |
| 01-10 | 04-10 | Azalea Open Invitational                    | Cape Flear Country Club        | Verenigde Staten | Cesar Sanudo                | 269   | –15   | 12.000         |
| 22-10 | 25-10 | Kaiser International Open Invitational      | Silverado Country Club         | Verenigde Staten | Ken Still                   | 280   | –8    | 30.000         |
| 29-10 | 01-11 | Sahara Invitational                         | Paradise Valley Country Club   | Verenigde Staten | Babe Hiskey                 | 276   | –12   | 20.000         |
| 26-11 | 29-11 | Heritage Golf Classic                       | Harbour Town Golf Links        | Verenigde Staten | Bob Goalby                  | 280   | –4    | 20.000         |
| 03-12 | 06-12 | Coral Springs Open Invitational             | Coral Springs Country Club     | Verenigde Staten | Bill Garrett                | 272   | –12   | 25.000         |
| 10-12 | 13-12 | Bahama Islands Open                         | Kings Inn & Golf Club          | Bahama's         | Doug Sanders                | 272   | –16   | 26.000         |

| Majors |